# 屋敷利紀
屋敷 利紀（やしき としのり）は、日本の官僚、銀行家。金融庁総合政策局長。

## 人物・略歴

### 学生時代
富山県立高岡高等学校卒業後、一浪ののち京都大学文学部に進学。文学部へ進学した理由について「歴史学者を目指していた。文学部を選んだのもそのため」としている。巨漢として知られており、高校時代は柔道部に所属。大学入学時点で身長187.5cm、体重100kgを超える恵まれた体型もありアメリカンフットボール部から熱烈な勧誘を受けていたが断っていた。しかし、監督から両親への働き掛けもあり、屋敷はアメリカンフットボール部に入部し頭角を現す。4年時に主将に就任し、京都大学ギャングスターズの黄金期を築いた。
アメリカンフットボールに打ち込むあまり学業が疎かになり屋敷は留年し、5年時にアメリカンフットボール部コーチを務めた。

### 日本銀行行員時代
日本銀行に就職し、アメリカの名門イェール大学大学院に留学。大蔵省、金融庁などへの出向やロンドン事務所勤務などを経て、約2年間、日本銀行岡山支店長を務める。

### 金融庁官僚として
2015年に金融庁総合政策局参事官、2020年に総合政策局審議官に就任、高級官僚として実務の責任者を務めた後、2024年より総合政策局長。2025年7月1日、辞職。

## 家族
- 次男
  - 屋敷昌尭：東京大学アメフト部主将[3]